# Warwickshire Police
Warwickshire Police – brytyjska formacja policyjna, pełniąca funkcję policji terytorialnej na obszarze hrabstwa ceremonialnego Warwickshire. Według stanu na 31 marca 2012, służba liczy 844 funkcjonariuszy. Jest tym samym drugą od końca pod względem liczebności wśród policji terytorialnych w Anglii, mniej liczna od niej jest tylko City of London Police.